# Pseudonaja nuchalis
Pseudonaja nuchalis là một loài rắn trong họ Rắn hổ. Loài này được Günther mô tả khoa học đầu tiên năm 1858.

## Hình ảnh

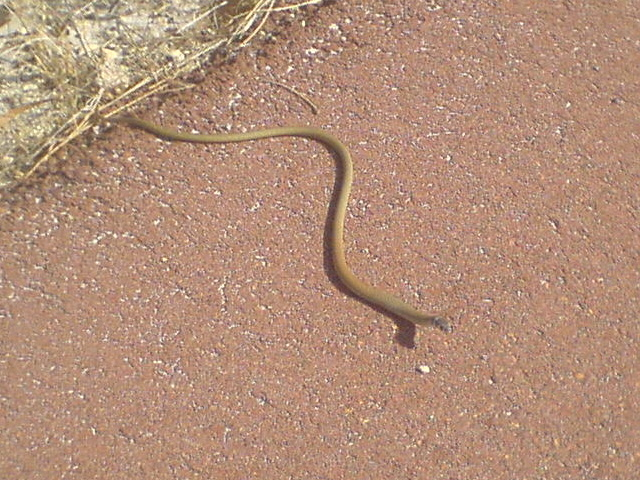